# Стрілецьке братство
Стрілецьке (Куркове) товариство (братство) — військова організація Львова.

## Історія
Куркове, або, за іншими документами, стрілецьке товариство, чи братство, виникло у Львові із суто утилітарної потреби оборони міста.

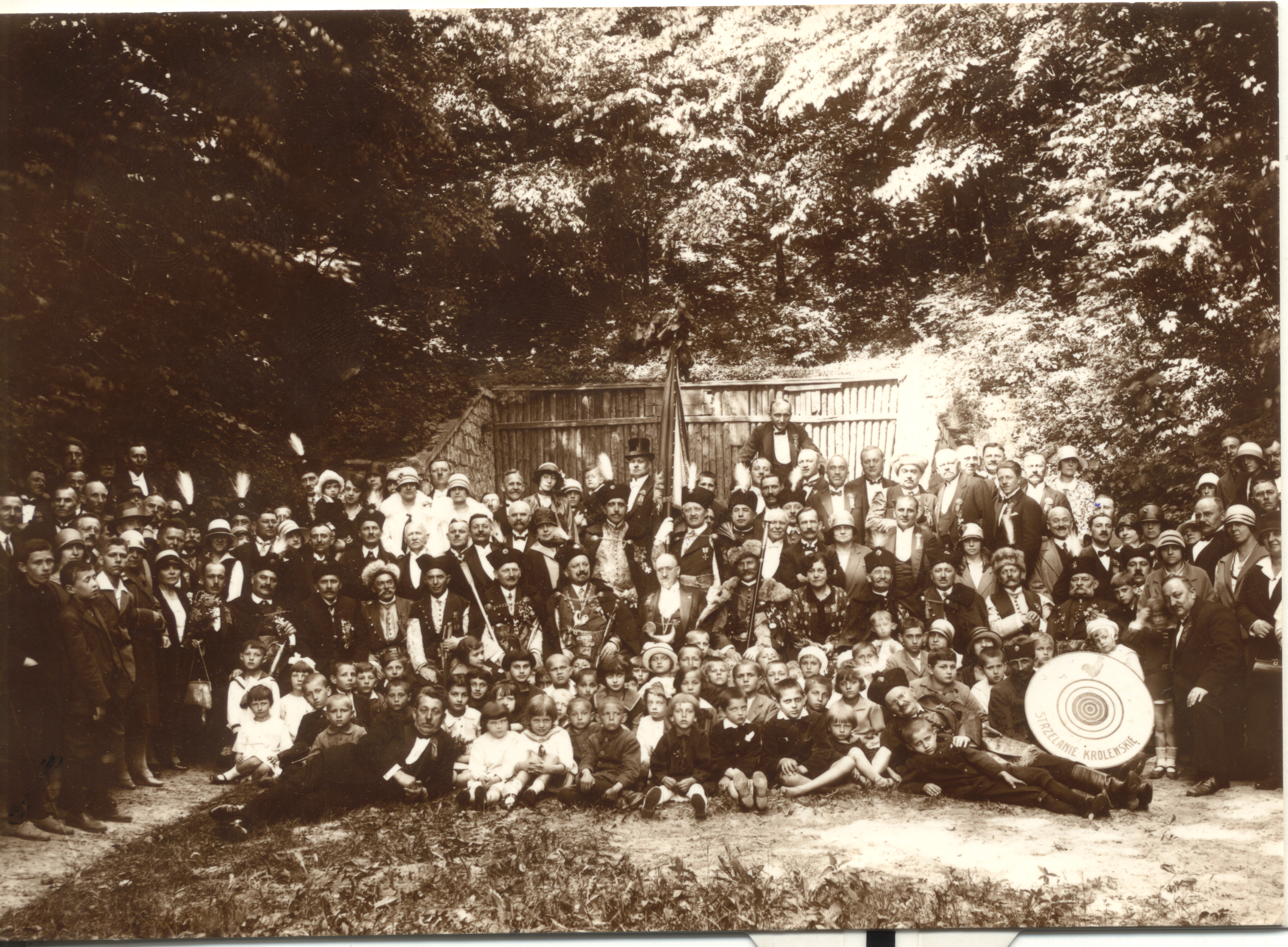
Куркове (стрілецьке) товариство (братство) Львова

Першу згадка про братство датується 1445 роком. У цьому році було закінчено будівництво міських веж, яких було 17. Утриманням, озброєнням і обороною кожної займалися окремі ремісничі цехи.
При вступі до цеху повноправним членом ремісник, окрім інших зобов'язань, повинен був подарувати одиницю зброї для вежі, що була закріплена за цим цехом. Природно, що виникла й потреба у військовому вишколі громадян міста. 2 травня 1574 року король Генріх затвердив статут Львівського куркового товариства. Назва «куркове» походить від польського слова «курок», себто «півень», форму якого мала мішень для стрільби. Подібні товариства для організації самооборони виникли у Франції, Фландрії, німецьких державах вже у XII столітті. У XIV столітті ця практика поширилася на більші міста Речі Посполитої, у тому числі й на Львів.
На початку свого існування львівське куркове товариство користувалося не ручною вогнепальною зброєю, яка тоді була хіба у зародку, а метальною, тобто луками і арбалетами. Куркове товариство (братство) на той час не було добровільною організацією. За неучасть у військових вправах на порушника накладався штраф. Вірменська громада Львова відмовилась від участі у курковому товаристві. Старшини вірмен пояснили громаді, що їх молодь завжди бере участь у супроводі купецьких валок навіть у найвіддаленіші країни Сходу, а відтак чудово володіє зброєю і без додаткового вишколу. Євреїв, котрі на той час не мали доступу до міських урядів та цехів, до куркового товариства не запрошували зовсім. Однак це не знімало з єврейської громади обов'язку на випадок облоги збройно захищати ті відтинки міських мурів, які безпосередньо дотикалися до їх кварталу. Окрім цього, так би мовити, міського озброєння, кожен міщанин володів особистою зброєю. На сходових клітках деяких будинків центральної частини міста і тепер можна бачити спеціальні ніші для її зберігання.
Перші гармати і 6 бочок пороху до Львова 1394 р. привіз Владислав ІІ Ягайло. Того ж року вже львівський гармаш Зброжек з наказу короля привіз перші гармати і порох до Кам'янця на Поділлі. Спеціально для використання вогнепальної зброї 1418 р. заклали Низький мур. У 1468 році король привіз до Львова гармашів і ливарників гармат, яким доручив навчити міщан стрільбі з гармат. Одного з них, Валентина, він залишив у місті і збудував для нього ливарню. За тодішніми законами виливник гармат (людвісар) повинен був особисто тричі вистрілити зі створеної ним гармати. Але загалом метальна зброя, особливо арбалети, побутували поруч з вогнепальною на вежах Львова аж до XVIII століття.
У 1495 році золотар Матіас виготовив срібного півня на стрільницю. Цей півень служив братству близько 100 років.
Як вже згадувалося, на міщан, призначених для куркового товариства, які не з'являлися на його вправи, накладалося грошове покарання. У 1611 році воно становило копу грошей. Зате найкращий стрілець, так званий «курковий король» отримував грошовий приз, звільнення від податків та всезагальну пошану аж до наступного року. Так, наприклад, у 1510 році курковому королю з міської каси виплатили одну гривню, а на учту для товариства видали 20 грошів. З тогочасних міських актів можна дізнатися, що за одну гривню часом купували город, а за 1,5 гривні — вола.
У 1635 році у Львові з'являється також і «гарматний король». Бо наряду зі стрільбою з рушниць у півня, почали вправляти також і стрільбу з гармат по щиту. Звання гарматного короля було неабиякою честю навіть для високих посадовців. Як дізнаємося зі щоденника (діаріуша) регенти львівської громади Петра Павликовського: «22 жовтня 1647 року… я після влучання з гармати у щит, був обраний гарматним королем, і мене з урочистою церемонією провели до міста». На вправи стрілецького товариства з плином часу відводилися різні місця. На початку існування стрільниця знаходилася у рові між міськими мурами і валами приблизно там, де тепер пролягає вулиця Гавришкевича (колишня Стрілецька). У XVII столітті знаходимо стрільницю на іншому місці — приблизно по вулиці Винниченка 30а. У 1789 році стрільницю засновано на вулиці Лисенка 23 (колишній Курковій). Існуючий і дотепер будинок стрілецького товариства було збудовано у 1871 році за проектом архітектора Юзефа Енгеля — старшого.
За різними даними від початку свого заснування, і до XVIII століття, Львів успішно витримав до 300 облог, головним чином, татарських. Не останню роль в обороні міста відіграло й стрілецьке товариство. Але вже наприкінці XVII століття його славна історія, як організації суто військової, вичерпується. Це було пов'язане з рядом чинників. Головним був розпад ремісничих цехів у зв'язку зі зростаючою роллю мануфактур. Львівські ремісники продовжували виконувати обов'язки щодо утримання міста, але головного привілею — монополії на власні вироби вже не мали. Відтак, позбувшись привілеїв, занехаяли і обов'язки, у тому числі й участь у стрілецькому товаристві. Вже у XVIII столітті більшість ремісничих цехів Львова, навіть такий, як цех мечників, існували хіба що на папері.
Відтак оборона міста дедалі більше покладається на наймане військо, так званих драбів. Не можемо знати, наскільки добре вони воювали, але слова «драб» чи «драбуга» побутувало у Львові навіть у ХХ столітті як лайка. Втім, стрілецьке товариство збереглося, але з XVIII століття дедалі більше набуває рис елітного чоловічого клубу, втрачаючи свої первинні функції. Зрозуміло, що й курковими королями вже не були найкращі стрільці, а просто найшановніші його члени, часто-густо чималі чини з магістрату. Головами Стрілецького товариства — «курковими королями» — були переважно поляки-католики. Однак у 1898 р. цю функцію виконував Михайло Макович (1862—1920) — греко-католик, мулярський майстер і будівничий, який протягом 1908—1920 рр. був головою Промислового товариства уповноважених майстрів мулярських, теслярських та каменярських у Львові. Він мав намір поставити у 1898 р. власним коштом у парку Стрільниці пам'ятник Тарасові Шевченку. Однак «куркові братчики» не підтримали цей проект.
Чи не найліпше про стрілецьке товариство того часу висловилася Габріеля Запольська: «А слід зазначити, що рід Брайбурів був славетним родом. Коли й не споконвіку, то з часів Собеського їм належала кам'яниця на площі Ринок і почесне місце у міській управі. Вони наче зрослись з нею і дістали монопольний підряд постачання отців міста для вічно брудного і смердючого Львова. Двоє з Брайбурів були навіть удостоєні почесного бургомістерського місця, і ніколи ще місто не потопало у настільки смердючих потоках бруду, як під час правління зазначених Брайбурів. Але зате ніхто й засідань не провадив з такою істинно батьківською великодушністю, як вони… Брайбурів у Львові любили, шанували і пишалися ними. То були істинні сини міста, розкішні і непереможні. На Стрільниці, де вони верховодили, їх слово було законом. Не раз здобували вони титул „Куркового короля“, любо було поглянути, як завойовник призу Брайбур крокував на чолі юрби міщан зі срібним півнем на грудях.»
Остаточно стрілецьке товариство Львова перестало існувати у 1939 році після приєднання Галичини до Радянського Союзу. Останнім часом спостерігаємо багатообіцяючі спроби відновлення Куркового братства, наприклад з боку отамана Козацького товариства «Кіш» Василя Качмара.

## Видання
- Іван Крип'якевич Львівська Русь в першій половині XVI ст.: Дослідження і матеріали. — Львів, 1994.
- Історія Львова в документах і матеріалах. Збірник документів і матеріалів. — Київ: Наукова думка, 1986.
- Зубрицький Денис Хроніка міста Львова. — Львів: Центр Європи, 2006.
- Zapolska G. Pisma wybrane. — t. 1—3. — Warszawa, 1950.
- Ігор Мельник Газета «Новий Погляд» від 04.03.2011
- Ігор Качор, Любов Качор Львів крізь віки. — Львів: Центр Європи, 2004.
- Ігор Качор, Любов Качор Середньовічний Львів. Фортифікації. — Львів: Апріорі, 2009.